# Jardineria

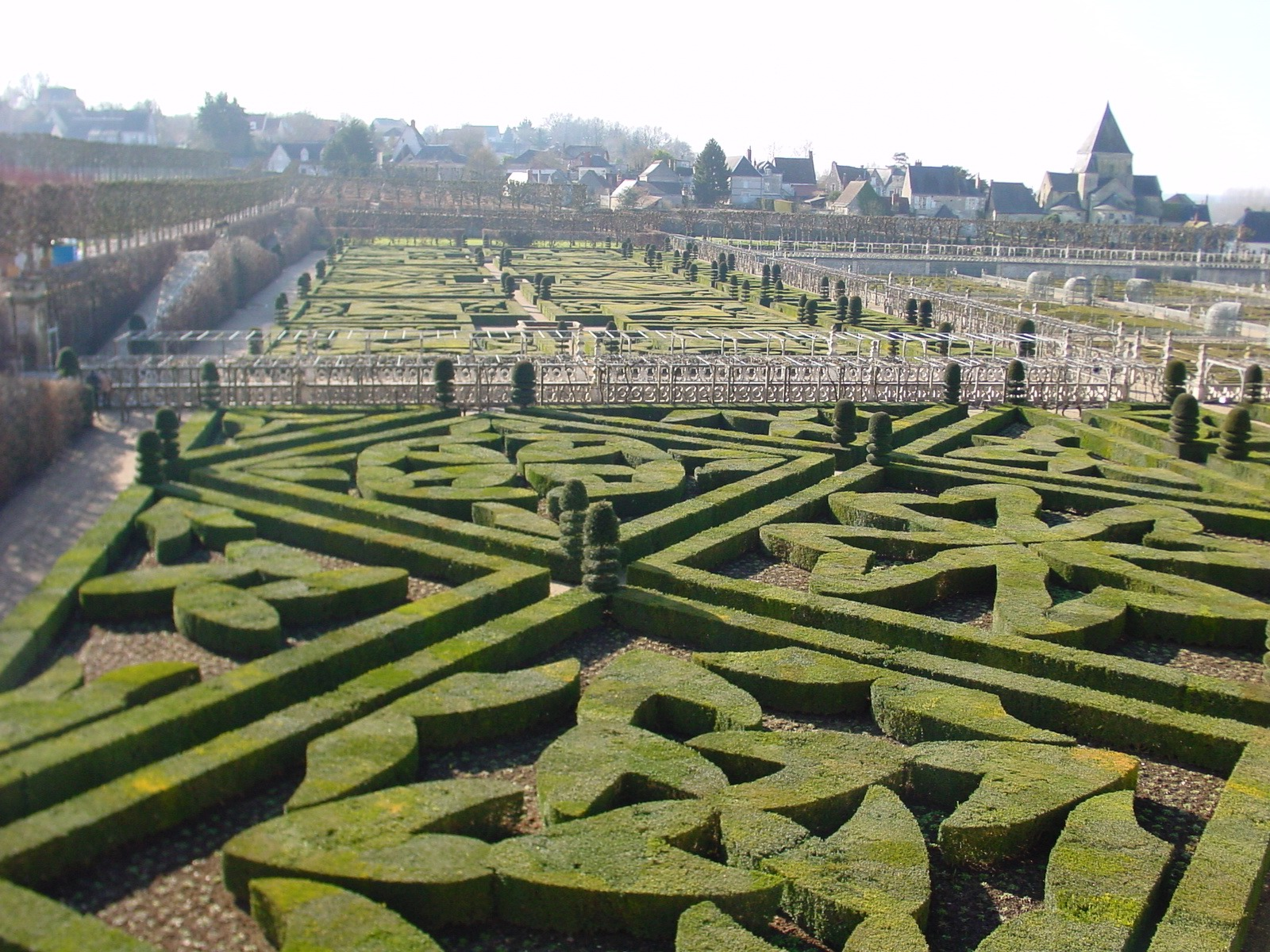
Jardí geomètric francès

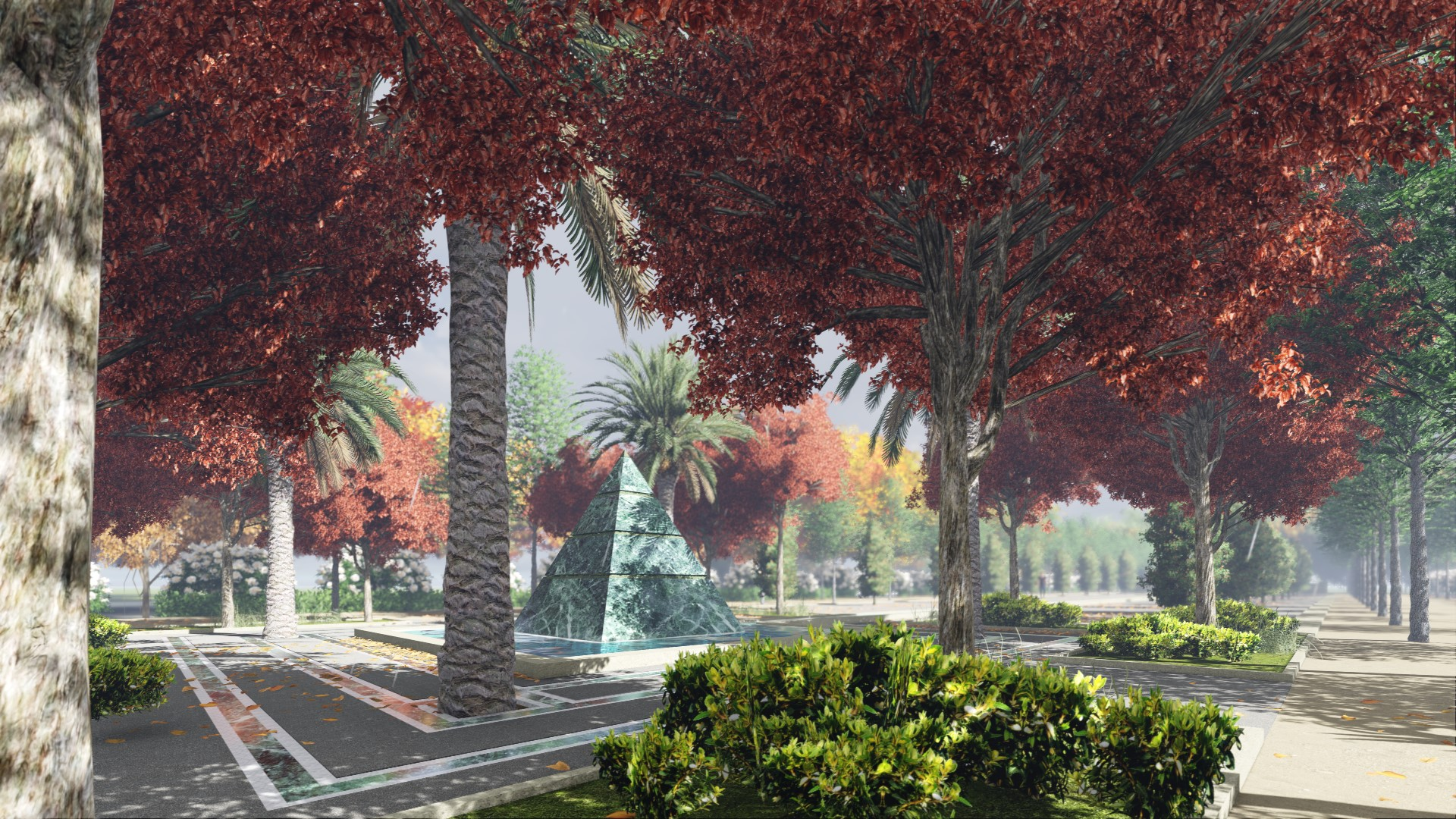
Espai jardiner central Parc Can Sabaté. Barcelona. de Daniel Navas, Neus Solé, Imma Jansana

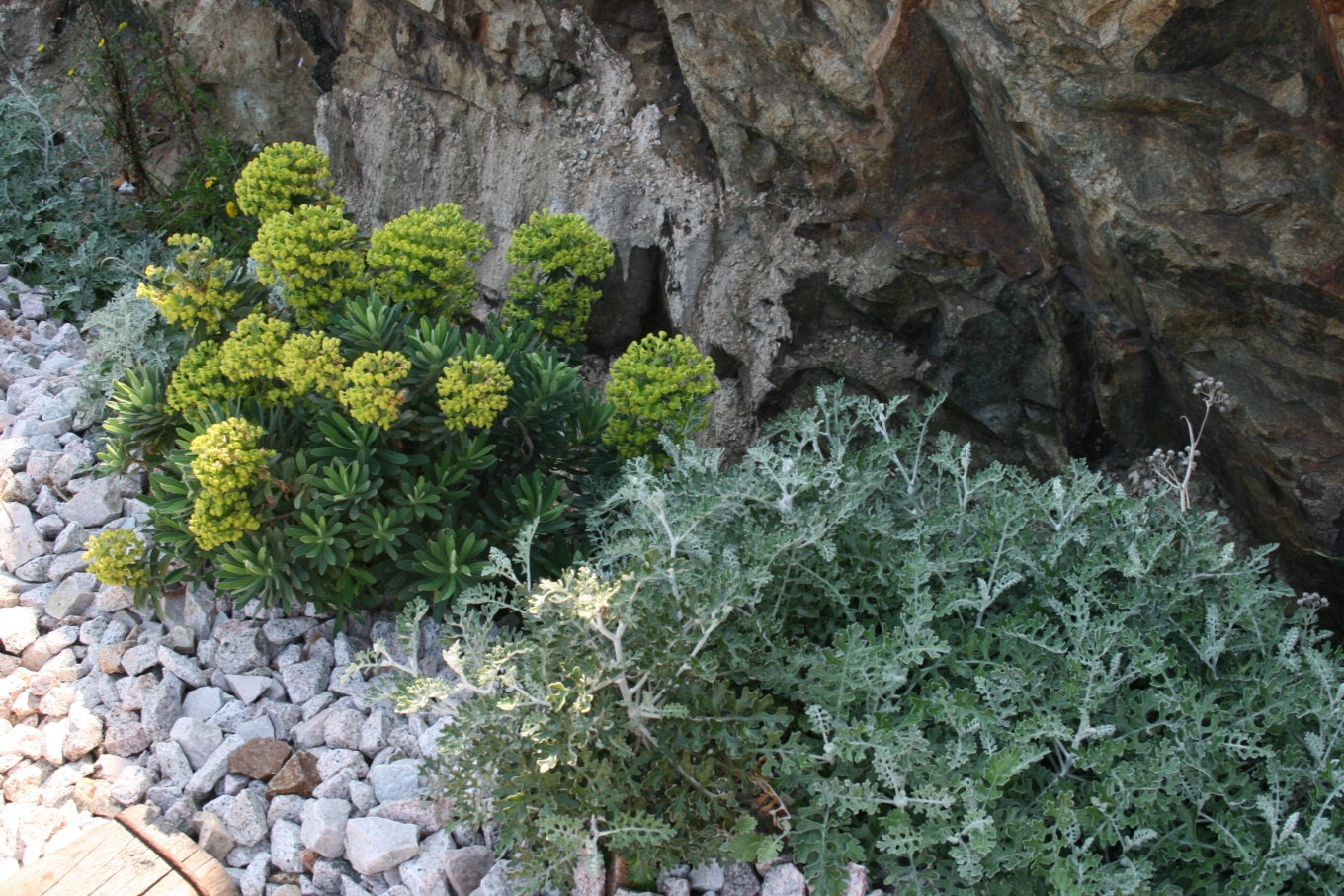
Jardí amb un efecte paisatgístic de "flora local" del Mediterrani, ideal per a estalviar aigua.

La jardineria és una art aplicada a utilitzar els elements vegetals i constructius per tal donar a l'usuari una sensació estètica i plaent.
La jardineria es pot considerar com a expressions estètiques de la bellesa a través de l'art i la natura, una mostra de gust o estil en la vida civilitzada, una expressió de la filosofia d'un individu o cultura, i de vegades com una mostra d'estatus social o orgull nacional, en espais privats o paisatges públics.

## Tècniques
Com a art aplicada necessita també emprar unes tècniques especials que en el cas de la jardineria són les pertanyents principalment a l'agricultura i l'arquitectura. Com la finalitat és la d'obtenir sensacions estètiques aplica moltes de les tècniques de les anomenades tradicionalment Belles Arts.
A diferència d'altres arts, en tractar-se d'éssers vius, els planificadors han de tenir en compte com afectarà el pas del temps el creixement de les espècies i procurar mitjançant accions a llarg termini que sobrevisquin i mantinguin les característiques per les que han estat escollides.

## Evolució històrica del concepte de jardineria
- La referència bíblica a un jardí com el territori primigeni on la humanitat era feliç entronca amb una creença atàvica que considera que la màxima felicitat es troba entre una natura ordenada i plaent. De la mateixa manera l'islam va considerar el paradís futur com un jardí espiritual i sensual alhora.

- La jardineria va néixer en dos llocs al mateix temps: l'antic Egipte i la Xina. Mentre que els egipcis van ser els creadors d'una jardineria basada en les disposicions geomètriques i ordenades de la vegetació, els xinesos van optar per formes més lliures i properes a una naturalesa indòmita. És possible que l'aridesa extrema del clima del desert egipci faci que una disposició rectilínia i ordenada sigui més fàcil de regar mentre que en un clima monsònic la vegetació sobreviu pels seus propis mitjans.

D'alguna manera, de la forma de fer els jardins dels egipcis en derivaria les estructures dels jardins francesos dels segles XVII i XVIII, mentre la jardineria victoriana anglesa seguiria el model iniciat a la Xina.
Tant el jardí zen japonès com l'ús de plantes bonsai tenen un origen xinès tot i que els japonesos el desenvoluparen i li van donar les característiques actuals.
- Els Jardins penjants de Babilònia van ser considerats una de les set meravelles dels temps antics. Sembla que es tractava d'una jardineria encaixada en uns edificis espectaculars i basades en plantacions en grans testos.

- Per a grecs i romans els jardins formaven part del seu bagatge cultural i ja integraren dins de l'escenografia d'un jardí les escultures, al mateix temps que l'art topiària.

- Com altres formes de la vida cultural l'art del jardinament restà en una certa letargia durant l'edat mitjana tot i que a l'interior dels claustres dels monestirs, envoltats de capitells amb escenes fantàstiques, s'hi mantenien horts que per la seva banda també conservaven una certa funció estètica.

- Els jardins renaixentistes que tractaven d'imitar els del món clàssic grecollatí es beneficiaren de l'acumulació de coneixements sobre les plantes i de la seva expansió per les noves terres colonitzades.

- La jardineria francesa de fa uns tres segles, respon potser com cap altra a les idees polítiques del moment: les formes geomètriques i l'espai ben delimitat i solemne, semblaven fets a mida de l'Absolutisme.

- La jardineria victoriana angloholandesa amb els seus espais oberts i al deixar que la natura sembli intacta, va representar un trencament molt clar amb el corrent anterior. Es tractava d'una disposició de plantes i del paisatge propi del corrent literari del romanticisme.

- Els jardins contemporanis han assimilat totes les tendències històriques anteriors i potser destaquen per estar fets a la mida del ciutadà actual, de no respondre al capritx d'una elit governant o econòmica. Com en cap altre període els habitants de les ciutats demanen espais verds transitables i oberts a tothom.

## Estris de jardineria
Les eines de jardineria coincideixen, molt aproximadament, amb les eines agrícoles i d'horticultura. N'hi ha de destinades a alinear plantacions, a preparar el sòl, a sembrar, plantar, trasplantar, esporgar, aplicar productes fitosanitaris...
Les instal·lacions de protecció de cultius com ara hivernacles o sistemes d'irrigació també són compartits amb cultius agrícoles.

## Tractats i cites
Els coneixements actuals sobre els jardins d'altres temps s'han preservat en fonts escrites. Entre les obres més importants cal classificar els tractats especialitzats. La seva consulta permet aproximar-se a alguns aspectes, teòrics i pràctics, de la jardineria. La que segueix és una llista aleatòria (obligadament incompleta) sobre el tema, ordenada cronològicament.
- 605-562 aC. Jardins penjants de Babilònia.

- c. 300 aC. De historia plantarum. Teofrast.[3][4]

- c.27aC. Vitruvi. De Architectura Libri X.[5]

- c. 810. Capitular de Villis.[6]

- 827. Liber de cultura hortorum.Walafrid Estrabó.[7][8]

- c.1080. Tractat japonés. Sakuteiki, Visions of the Japanese Garden: A Modern Translation of Japan's Gardening Classic[9]

- 1288-1289. Llibre de meravelles. Ramon Llull.[10][11]
  - Llull esmenta, de forma natural, un jardí. Significant un ús normal del terme."...havia en son hostal un bell jardí, en lo qual havia molts arbres de diverses maneres, e aquells arbres eren tots fullats e florits..."

- 1563. The Profitable Arte of Gardening.[12]

- 1577. The Gardener's Labyrinth. Thomas Hill.[13]

- 1625. Francis Bacon escrigué un curt assaig sobre els jardins: Of Gardens.[14][15]

- 1768. An Essay on Design in Gardening. Georges Mason.[16]

- 1798. Voyage au Jardin des Plantes. L.F.Jauffret.[17]

- 1801. Teoria Dell'arte De' Giardini.[18]

- 1823. Essai sur la composition et l'ornement des jardins. Pierre Boitard.[19]

- 1847. Elementos de higiene pública. Pere Felip Monlau i Roca[20]

- 1855. Essais historiques sur les jardins. P. de Wint.[21]

- 1872. Manuale del giardiniere fioricoltore e decoratore di giardini contenente una breve descrizione dei giardini antichi e moderni... Marcellino Roda.[22]

- 1885. Principios de botánica funeraria. Celestí Barallat i Falguera.[23][24][25]

- 1894. Los jardines botánicos, su número, organización è importancia en las naciones, más cultas é ilustradas. Miguel Colmeiro.[26]

- 1895. L'horticulture Dans Les Cinq Parties Du Monde.[27]

- 1907. Càntic dels càntics precedit de Els jardins de Salomó: (obra pòstuma). Jacint Verdaguer.[28]

- 1922. Practical Landscape Gardening. Robert B. Cridland.[29]

- 1981. Del paraíso al jardín latino: origen y formación del moderno jardín latino. Nicolau Maria Rubió i Tudurí[30]